# 영년 변화
영년 변화(永年變化, Secular variation)는 시계열에서 오랜 세월에 걸친 비주기적인 변화를 말한다.

## 예시
- 지자기
- 조석 가속
- 행성의 궤도

## 같이 보기
- 시계열 분해
- 섭동 (천문학)